# Multilocus Sequence Typing
Multilocus Sequence Typing (zu Deutsch Multi-Locus-Sequenztypisierung, MLST) ist eine biochemische und bioinformatische Methode der Phylogenomik zur Bestimmung von Verwandtschaftsgraden zwischen Arten und Unterarten, insbesondere von Prokaryoten. Das MLST wurde erstmals 1998 von Martin Maiden und Kollegen an Neisseria meningitidis durchgeführt.

## Eigenschaften
Um ein eindeutigeres Ergebnis zu erhalten, wird meistens ein Klon per Ausstrich isoliert. Mit dem Klon wird eine DNA-Extraktion durchgeführt. Das MLST verwendet die Polymerase-Kettenreaktion (PCR) zur Vermehrung von mindestens fünf bis sieben Haushaltsgenen, gefolgt von einer DNA-Sequenzierung von 400 bis 500 Basenpaaren der Haushaltsgene. Jeder unterscheidbaren Sequenz eines der untersuchten Haushaltsgene wird eine Zahl zugeordnet. Die Kombination dieser Zahlen ergibt einen Sequenztyp (englisch sequence type) und dient der Identifikation und Unterscheidung von Stämmen. Das MLST kann auch mit der Multilocus Sequence Analysis (MLSA) kombiniert werden, in dem nur die sich unterscheidenden Haushaltsgene aus einem vorher durchgeführten MLST untersucht werden.
Aufgrund der Variabilität der Haushaltsgene eignet sich das MLST nur zur Unterscheidung nahe verwandter Arten und Stämme. Die Stämme mancher Arten sind per MLST nicht unterscheidbar, daher werden ergänzende Typisierungen verwendet – die Teststärke des MLST reicht dann nicht aus. Oftmals wird das MLST zusätzlich zu einer Sequenzierung der 16S-rDNA, oder zu einer Sequenzierung von Tandem Repeats verwendet. Bei der Unterscheidung von pathogenen und nichtpathogenen Bakterienstämmen wird eine Variante der MLST eingesetzt, die MVLST (englisch Multi-virulence-locus sequence typing). Bei der MVLST werden die Gene von Virulenzfaktoren anstatt von Haushaltsgenen untersucht, die sich im Vergleich stärker unterscheiden und zudem Aussagen zum Krankheitsverlauf ermöglichen. Die maximale Unterscheidbarkeit (aber auch höhere Kosten) bietet die Genomsequenzierung.
Online-Datenbanken für MLST sind PubMLST und Institut Pasteur MLST. Die Bacterial Isolate Genome Sequence Database (BIGSdb) sammelt MLST aus Genomsequenzierungen.